# Империо, Джулия
Джулия Империо (итал. Giulia Imperio; род. 7 декабря 2001, Гротталье, Апулия) — итальянская тяжелоатлетка, выступающая в категории до 49 кг. Чемпионка Европы 2022 года.

## Карьера
На взрослом уровне дебютировала на чемпионате мира 2018 года в Ашгабаде, где в категории до 49 кг заняла 26-е место.
В апреле 2021 года на Чемпионате Европы в Москве, итальянская тяжёлоатлетка в весовой категории до 49 кг, с результатом 178 килограммов стала четвёртой, при этом завоевав малую бронзовую медаль в упражнении "рывок" (81 кг).
На чемпионате Европы 2022 года в Тиране завоевала золотую медаль в категории до 49 килограммов. Её результат по сумме двух упражнений 171 килограмм. В упражнении «рывок» с весом 79 кг завоевала малую серебряную медаль, в другом упражнении «толчок» стала первой (92 кг).
В Ереване, на чемпионате Европы 2023 года в категории до 49 кг завоевала серебряную медаль с результатом 183 кг по сумме двух упражнений. В отдельных упражнениях также ей достались две малые серебряные медали.

## Достижения
Чемпионат Европы
| Результат | Вес      | Год  | Место соревнований | Рывок | Толчок | Общий вес |
| Золото    | до 49 кг | 2022 | Тирана, Албания    | 79,0  | 92,0   | 171,0     |
| Серебро   | до 49 кг | 2023 | Ереван, Армения    | 83,0  | 100,0  | 183,0     |